# Melicope crassiramis
Melicope crassiramis är en vinruteväxtart som först beskrevs av Karl Moritz Schumann, och fick sitt nu gällande namn av Thomas Gordon Hartley. Melicope crassiramis ingår i släktet Melicope och familjen vinruteväxter. Inga underarter finns listade i Catalogue of Life.